# Паразитарна система
Паразитарна система (англ. host-parasite system) — система, що складається з популяції паразита та популяцій усіх видів хазяїв, які безпосередньо підтримують паразита.

## Класифікація паразитарних систем

### Епідеміологічна класифікація
У епідеміології, паразитарну систему розглядають через характеристики хвороби (паразитозу), як-от механізми передавання патогена, кількість хазяїв, що забезпечують його циркуляцію в біоценозі та людському суспільстві тощо. За такого трактування, паразитарна система розглядається як структурна частина епідеміологічного процесу й виокремлюються подвійні (паразит — хазяїн), потрійні (паразит — переносник — хазяїн) й множинні (паразит — переносник — кілька видів хазяїв) паразитарні системи.

### Класифікація В.М.Беклемішева
За Беклемішевим В. М., паразитарна система — система, утворена всією популяцією паразита та всіма популяціями хазяїв, що взаємодіють із нею.
В. М. Беклемішев класифікував паразитарні системи за структурою життєвих циклів й виокремлював прості двочленні (утворюються взаємодією популяцій одного виду паразита й одного виду хазяїна), прості тричленні (утворюються взаємодією популяцій одного виду паразита, одного виду вторинного хазяїна (або переносника) і одного виду первинного хазяїна), складні двочленні (виникають через взаємодію популяції одного виду паразита з популяціями різних первинних хазяїв) та складні тричленні (утворюються однією популяцією паразита й популяціями різних вторинних хазяїв) паразитарні системи.